# Isole Columbretes
Le Isole Columbretes (in spagnolo Islas Columbretes) sono un gruppo di isole di origine vulcanica situato a 48,2 km al largo di Oropesa del Mar, in Spagna.
Le isole, disabitate, amministrativamente fanno parte del territorio comunale di Castellón de la Plana nella Provincia di Castellón, Comunità Valenzana.
Le isole principali sono: la Columbretes Grande, La Ferrera, La Horodada ed El Bergantin, chiamate in valenciano rispettivamente: Illa Grossa, La Ferrera, La Forodada ed El Carallot, a queste si aggiungono numerosi scogli e secche a costituire di fatto quattro diversi piccoli arcipelaghi
Alcuni isolotti prendono il nome di Baluato, Cerquero, Churruca, le Tres rocas del Bergantìn, Bauzà, Espinosa, Lobo e Menéndez Núñez.
Il totale della superficie emersa è pari a 0,19 km².
L'isola più grande, e anche la più settentrionale del gruppo, è chiamata Isla Grande o Isla Grossa e ha una forma ad arco, riconducibile a quella di un cratere semi-emerso, i due estremi sono i punti più elevati dell'isola, in uno di questi si trova un faro risalente al 1856-1860. È l'unica isola del gruppo che è visitabile
Dal 1990 sono comprese nella Reserva marina de las Islas Columbretes che ha un'area di 5 543 ettari.
Le isole costituiscono una meta di prim'ordine per gli appassionati di subacquea di tutto il mondo, per il mare trasparente e la bellezza dei fondali con la grande varietà di specie animali e vegetali che ospita.

## Flora e fauna
Due le specie di piante endemiche, una sottospecie di Lobularia maritima (Lobularia maritima columbretensis) e una di Medicago sativa (Medicago citrina). La vegetazione prevalente è composta da Suaeda vera. Tra le specie tipiche degli ambienti costieri si trovano la carota delle scogliere (Daucus gingidium), il finocchio marino (Crithmum maritimum), la spina santa insulare (Lycium intrincatum) e la Withania frutescens.
Le isole ospitano numerose specie di uccelli nidificanti tra i quali colonie di gabbiano corso (Ichthyaetus audouinii), falco della regina (Falco eleonorae) e marangone dal ciuffo (Phalacrocorax aristotelis).
Dieci sono le specie endemiche di artropodi e fra i rettili spicca una specie endemica di lucertola (Podarcis atrata). I tortuosi fondali ospitano numerose specie bentoniche tra i quali la gorgonia rossa (Paramuricea clavata) e la protetta laminaria di Ustica (Laminaria redriguezi).